# RAG (entreprise)
Pour les articles homonymes, voir RAG.
La RAG, auparavant la Ruhrkohle AG, est une entreprise allemande, à l'origine fondée pour exploiter des mines de charbon dans la Ruhr. Elle s'est ensuite diversifiée dans le domaine de l'énergie, du bâtiment, de la chimie et de l'immobilier. Elle emploie en 2010 environ 98 000 employés et fait un chiffre d'affaires de plus de 22 milliards d'euros[Quand ?]. Son siège social est situé à Essen.

## Historique
Les charbonnages (RAG Deutsche Steinkohle AG) reçoivent des subventions de l'État fédéral : 2 milliards d'euros en 2008, après 29,9 Mds de 1997 à 2006 (3 Mds/an), plus 4,9 Mds d'euros du Land de Rhénanie-du-Nord-Westphalie ; en 2007, l'État fédéral et les Länder de Sarre et de Rhénanie-du-Nord-Westphalie se sont entendus pour mettre fin à ces subventions d'ici 2018, année où l'extraction de charbon cesse définitivement avec la fermeture de La mine de Prosper-Haniel le 21 décembre 2018.
La loi qui formalise cet accord est entrée en vigueur le 27/12/2007 : elle prévoit un total de subventions de 13,9 Mds euros de 2009 à 2017. En juillet 2010, la Commission européenne a proposé de cesser les subventions en octobre 2014, mais à la suite des critiques allemandes, le Conseil de l'Union européenne a admis la poursuite des subventions jusqu'à 2018, mais avec un profil de réduction plus rapide.